# Jachroma
Jachroma (ros. Яхрома) – miasto w Rosji, w obwodzie moskiewskim, 55 km na północ od Moskwy. W 2020 liczyło 14 056 mieszkańców.